# نادي عمال حلب
نادي عمال حلب الرياضي هو نادي كرة قدم سوري من مدينة حلب. يلعب مبارياته على ملعب السابع من نيسان.